# Herbert Endler
Herbert Endler (* 30. května 1951 Tanvald) je manažer, komunální politik a regionální badatel německé národnosti, který se specializuje na pronikání do historie Jizerských hor.

## Život
Ač se narodil v Tanvaldu, své dětství a mládí prožil v Josefově Dole. Vychodil rovněž místní základní devítiletou školu, po níž se vyučil strojním zámečníkem. Po škole nastoupil do zaměstnání a vykonával ho více než dvacet let. Po sametové revoluci v roce 1989 využil nabytých znalostí, a to jak odborných, tak rovněž jazykových, a začal pracovat coby manažer.
Od roku 1976 žije v Jiřetíně pod Bukovou, kde se aktivně věnuje obecní politice. Do zastupitelstva obce byl zvolen ve volbách v letech 1994, 1998, 2002, 2006, 2010, 2014 a 2018. Pokaždé kandidoval jako nezávislý kandidát.
Ve svém volném čase našel zálibu ve zkoumání a objevování historických pomníčků či křížků v Jizerských horách, jejich podhůří a blízkém okolí. Tyto drobné památky nejprve amatérsky hledal a využíval při tom údaje sepsaném Miloslavem Nevrlým v Knize o Jizerských horách. Roku 1976 se stal s podobně smýšlejícími přáteli členem dobrovolného aktivu státní ochrany přírody a začali podnikat společné výpravy do hor, při nichž pátrali po zašlých pomníčcích. Při svých cestách nacházeli pomníčky další, které v knize nebyly popsány, a proto oslovili pamětníky, s jejichž pomocí a jejich znalostmi přidávali k pomníčkům historické okolnosti, pro něž vznikly. Spolu s přáteli začal postupně pomníčky opravovat. Založili si pro to spolek Patron a roku 1990 začali vydávat vlastní stejnojmenný časopis. S ohledem na svou národnost a znalost německého jazyka, proniká Endler snáze do historických spisů popisujících život a dění v Jizerských horách. O své zálibě také několikrát vyprávěl v pořadech Českého rozhlasu.
V roce 1990 patřil mezi osobnosti, které iniciovaly znovuobnovení mariánských sklářských poutí v Kristiánově, které se od té doby pravidelně každý rok konají.
K roku 2003 byl ženatý, měl dvě dospělé děti a jedno vnouče.